# Zolfaghar
Zolfaghar (перс. ذوالفقار, укр. «Зульфікар») — іранська дорожньо-мобільна одноступінчаста твердопаливна БРМД (балістична ракета малої дальності). Дальність цієї ракети — 700 км. Названа на честь меча Алі ібн Абу Таліба «Зульфікара». Вважається, що вона походить від сімейства БДРМ Fateh-110 (можливо Fateh-313). Іранська ОАІ (Організація аерокосмічної промисловості) представила її у 2016 році, а у 2017 році надійшла на озброєння як варіація Fateh-110 із більшою дальністю ураження. Вона була вперше застосована під час ракетного удару по Дайр-ез-Зауру у 2017 році і, таким чином, була однією з перших використаних ракет середньої дальності за 30 років. 
Згідно з іранськими джерелами, ракета Zolfaghar має довжину 10,3 м, діаметр 0,68 м і стартову вагу 4615 кг з боєголовкою вагою 590 кг, яка розрахована на відокремлення на проміжному етапі, що ускладнює її виявлення.
Деякі моделі оснащені електрооптичними системами наведення, що дають операторам змогу керувати ракетами під час остаточного наближення до цілей.

## Історія
Уперше ракета була представлена під час військового параду на борту автомобіля, прикрашеного антисіоністським прапором 25 вересня 2016 року, після чого міністр оборони Ірану Хусейн Дегкан заявив, що дальність польоту ракети становить 700 км. Пізніше Міністерство оборони Ірану оприлюднило відео її випробувань. 17 червня 2017 року Іран запустив шість ракет «Зульфікар» на території Сирії в напрямку району Дайр-ез-Заур по об'єктах ІДІЛ у відповідь на теракт в Тегерані 7 червня 2017 року.
У лютому 2019 року Іран представив нову більш далекобійну версію ракети Zolfaghar під назвою Dezful із радіусом дії 1000 км, це БРСД.
7 березня 2021 року єменські повстанці хусити атакували різні місця в Саудівській Аравії балістичними ракетами та озброєними безпілотниками з балістичною ракетою Zolfaghar разом із кількома боєголовками Samad-3, націленими на нафтові об'єкти Aramco в Рас-Таннура.

## Російсько-українська війна
16 жовтня 2022 року, видання The Washington Post повідомило, що Іран готується передати Росії першу партію ракет Fateh-110 і Zolfaghar разом із новими партіями безпілотників Mohajer-6 та Shahed-136 для війни з Україною.
21 лютого 2024 року, агентство Reuters з посиланням на шість іранських джерел повідомило, що Іран надав Росії 400 балістичних ракет класу «земля-земля» сімейства Fateh-110, зокрема Zolfaghar, які здатні вражати цілі на відстані від 300 до 700 км.